# Sean Eadie
Sean Patrick Eadie, född den 15 april 1969 i Sydney, Australien, är en australisk före detta tävlingscyklist som tog OS-brons i lagsprinten vid olympiska sommarspelen 2000 i Sydney. 
Sean Eadie vann sprintdisciplinen under Världsmästerskapen på bana 2002 i Ballerup, Danmark. 2004 vann han samma gren under Nationsmästerskapen i hemstaden Sydney, New South Wales.
Eadie är känd för sitt i cykelkretsar ovanligt stora skägg.